# ドナルド・ルーツ
ドナルド・トーマス・ルーツ（Donald Thomas Lutz  , 1989年2月6日 - ）は、アメリカ合衆国ニューヨーク州出身の元プロ野球選手（内野手、外野手）。
ドナルド・ルッツと表記されることもある。
MLB史上初のドイツ人メジャーリーガー。過去に、ドイツ生まれのメジャーリーガーはいたものの、それらは全て米国軍人の子供である。
ドイツ代表でのチームメイトで、野球ブンデスリーガ・マインツ・アスレチックスでプレーするサッシャ・ルーツは実兄。父親がドイツ系アメリカ人、母親がドイツ人であるため、兄弟とも米独の二重国籍である。アメリカ生まれドイツ育ち。

## 経歴
アメリカ合衆国のニューヨーク州ウォータータウンで生まれる。1歳の時、ドイツのフリートベルクに移住する。
15歳で野球を始める。それまでは、アイスホッケーやハンドボールをプレーしていた。
2007年の秋に、シンシナティ・レッズとマイナー契約を結ぶ。
2008年、北京オリンピック世界最終予選で代表デビューを果たす。主に右翼でプレーし、打率.250、2打点、2得点(ともにチームトップ)の成績を残した。韓国代表との一戦では、ドイツ唯一の得点となるソロ本塁打を孫敏漢から放っている。同じ年の、U-21欧州選手権では、打率.320の成績で外野のベストナインの一角を占めた。
2009年は、ルーキー級のGCLレッズでプレーしたが、打率.169と調子が上がらず、7月下旬に肘を故障するなど苦杯をなめた。また、この故障の影響で第38回IBAFワールドカップからもメンバー落ちしている。
2011年11月にはメジャー40人枠入りを果たした。
2012年オフに開催された第3回WBCのドイツ代表に選出されたが、チームは予選で敗退した。
2013年4月29日にメジャーデビューを果たす。
2015年5月にトミー・ジョン手術を受け、6月3日に解雇となる。
2016年1月16日に古巣であるシンシナティ・レッズとマイナー契約を結んだことが発表された。開幕前の3月に第4回WBC予選のドイツ代表に選出された。

## 詳細情報

### 年度別打撃成績
| 年 度     | 球 団     | 試 合 | 打 席 | 打 数 | 得 点 | 安 打 | 二 塁 打 | 三 塁 打 | 本 塁 打 | 塁 打 | 打 点 | 盗 塁 | 盗 塁 死 | 犠 打 | 犠 飛 | 四 球 | 敬 遠 | 死 球 | 三 振 | 併 殺 打 | 打 率 | 出 塁 率 | 長 打 率 | O P S |
| --------- | --------- | ----- | ----- | ----- | ----- | ----- | -------- | -------- | -------- | ----- | ----- | ----- | -------- | ----- | ----- | ----- | ----- | ----- | ----- | -------- | ----- | -------- | -------- | ----- |
| 2013      | CIN       | 34    | 59    | 58    | 5     | 14    | 1        | 0        | 1        | 18    | 8     | 2     | 0        | 0     | 0     | 1     | 0     | 0     | 14    | 0        | .241  | .254     | .310     | .564  |
| 通算：1年 | 通算：1年 | 34    | 59    | 58    | 5     | 14    | 1        | 0        | 1        | 18    | 8     | 2     | 0        | 0     | 0     | 1     | 0     | 0     | 14    | 0        | .241  | .254     | .310     | .564  |

### 背番号
- 23 （2013年 - 2014年）

### 代表歴
- 2013 ワールド・ベースボール・クラシック・ドイツ代表
- 2017 ワールド・ベースボール・クラシック・ドイツ代表